# CSI: Miami
 For alternative betydninger, se CSI. (Se også artikler, som begynder med CSI)
CSI: Miami (Crime Scene Investigation: Miami) er en amerikansk kriminal-tv-serie, som havde premiere den 23. september 2002 på CBS. Serien er et spin-off af CSI: Crime Scene Investigation. Serien følger et kriminalteknisk team ledet af Horatio Caine i Miami. Caine's team opklarer sager svarende til deres Las Vegas kolleger. 
Pilot Episoden blev først sendt i USA den 9. maj 2002 som en episode af CSI og syv sæsoner er blevet sendt i USA. Serien er produceret i samarbejde med den canadiske medievirksomhed Alliance Atlantis og CBS Television Studios.
CSI: Miami sendes i Danmark på Kanal 5

## Produktion
CSI: Miami er filmet primært i USA. Det meste af serien er filmet i syd Florida / Miami-Dade området, mens de fleste af de indendørs scener er filmet på Raleigh Studios på Manhattan, Manhattan Beach, Californien. Nogle scener, især udendørs scener er filmet i Long Beach, Californien, og samt nogle i Manhattan Beach. Strande i Downtown Long Beach-området bliver ofte bruget til andre udendørs scener. Blandt andet: Marina Green Park, Rainbow Lagoon Park. Andre steder som bliver brugt i Long Beach, er for eksempel, Napoli-distriktet, hvor kanaler og kæmpe villa med store både ved moler og palmer er med til at give en følelse af Miami.

## Musik
CSI: Miami bruger en sang af The Who ( «Won't Get Fooled Again») som sin temasang. Lyrikken er skrevet af Pete Townshend, med vokal af Roger Daltrey i The Who fra 1971-albummet, WHO's Next.
Gennem hele serien spiller musik en vigtig rolle, populær musik spilles ofte i løbet af en episode. 
Musikere og grupper, hvis musik har været anvendt i serien kan der blandt andet nævnes. Jay-Z, Beyonce, Britney Spears, Lynyrd Skynyrd, Paul Oakenfold, Audioslave, Juno Reactor, Nine Inch Nails, Boards of Canada, Ill Niño, Sigur Ros, Prince, Oasis , M.I.A., Seal, Damien Rice, Lemon Jelly, Eminem, Chamillionaire, Black Eyed Peas, The Chemical Brothers, Kylie Minogue, Foo Fighters, Amy Winehouse, Linkin Park og Evanescence.

## Liste over personer i CSI: Miami
| Personens navn    | Skuespiller         | Personens arbejde eller stilling                          |
| ----------------- | ------------------- | --------------------------------------------------------- |
| Horatio Caine     | David Caruso        | CSI Level 3 Dayshift Supervisor (Dagholds tilsynsførende) |
| Calleigh Duquesne | Emily Procter       | CSI Level 3 Dayshift Assistant Supervisor                 |
| Eric Delko        | Adam Rodriguez      | CSI Level 3                                               |
| Ryan Wolfe        | Jonathan Togo       | CSI Level 3                                               |
| Frank Tripp       | Rex Linn            | Homicide Detective Sergant                                |
| Natalia Boa Vista | Eva LaRue           | CSI Level 1                                               |
| Jesse Cardoza     | Eddie Cibrian       | CSI Level 2                                               |
| Walter Simmons    | Omar Miller         | CSI Level 1                                               |
| Dr. Alexx Woods   | Khandi Alexander    | retsmediciner                                             |
| Yelina Salas      | Sofia Milos         | Homicide Detective                                        |
| Dr. Tara Price    | Megalyn Echikunwoke | retsmediciner                                             |
| Tim Speedle       | Rory Cochrane       | CSI Level 3                                               |
| Megan Donner      | Kim Delaney         | CSI Level 3 Dayshift Assistant Supervisor                 |